# 860 Урсіна
860 Урсіна (860 Ursina) — астероїд головного поясу, відкритий 22 січня 1917 року.
Тіссеранів параметр щодо Юпітера — 3,279.